# Rivamonte Agordino
Rivamonte Agordino is een gemeente in de Italiaanse provincie Belluno (regio Veneto) en telt 664 inwoners (31-12-2004). De oppervlakte bedraagt 23,2 km², de bevolkingsdichtheid is 29 inwoners per km².

## Demografie
Rivamonte Agordino telt ongeveer 310 huishoudens. Het aantal inwoners daalde in de periode 1991-2001 met 6,9% volgens cijfers uit de tienjaarlijkse volkstellingen van ISTAT.
| Jaar | Inwoneraantal |
| ---- | ------------- |
| 1991 | 739           |
| 2001 | 688           |

## Geografie
Rivamonte Agordino grenst aan de volgende gemeenten: Agordo, Gosaldo, La Valle Agordina, Sedico, Sospirolo, Voltago Agordino.